# Vocal Group Hall of Fame
De Vocal Group Hall of Fame werd opgericht in 1998 om wat zij vinden de "Greatest Vocal Groups in the World" (de beste zanggroepen van de wereld) te eren. De Vocal Group Hall of Fame is gevestigd in Sharon, Pennsylvania in de Verenigde Staten. Het bevat een theater en een museum.
In 1998 werd de Vocal Group Hall of Fame opgericht, maar de oorspronkelijke oprichters stopten ermee in oktober 2001. Een andere organisatie nam het over en in april 2002 werd het heropend.

## Leden

### A
- ABBA (2002)
- Alabama (2004)
- America (2006)
- The American Quartet (2004)
- The Ames Brothers (1998)
- Andrews Sisters (1998)
- The Angels (2005)
- The Association (2003)

### B
- The Bangles (2000)
- The Beach Boys (1998)
- The Beatles (2004)
- Bee Gees (2001)
- Billy Ward and the Dominoes (2006)
- Bread (2006)
- The Brooklyn Bridge (2005)
- The Byrds (2006
- Ben E. King & the Drifters (2000)
- The Boswell Sisters (1998)

### C
- The Cadillacs (2004)
- The Chiffons (2005)
- The Chi-Lites (2005)
- The Chordettes (2001)
- The Chantels (2002)
- The Charioteers (2003)
- The Clovers (2002)
- The Coasters (1999)
- Commodores (2003)
- The Crests (2004)
- Crosby, Stills & Nash (1998)

### D
- Danny & the Juniors (2003)
- Deep River Boys (2006)
- The Del Vikings (2005)
- The Dells (2004)
- The Diamonds (2004)
- Dion & the Belmonts (2000)
- Dixie Hummingbirds (2000)
- The Delta Rhythm Boys (1999)
- The Doobie Brothers (2004)
- The Duprees (2006)

### E
- Eagles (2001)
- Earth, Wind and Fire (2003)
- The Everly Brothers (2004)

### F
- The 5th Dimension (2002)
- The Five Blind Boys of Mississippi (1998)
- The Five Keys (2002)
- The Five Satins (2003)
- The Flamingos (2000)
- Fleetwood Mac (2005)
- The Fleetwoods (2006)
- The Four Aces (2001)
- The Four Freshmen (2001)
- The Four Knights (2002)
- The Four Lads (2003)
- The Four Seasons (1999)
- The Four Tops (1999)
- The Four Tunes (2004)
- Frankie Lymon & the Teenagers (2000)

### G
- Gladys Knight & the Pips (2001)
- The Golden Gate Quartet (1998)

### H
- Hank Ballard & the Midnighters (1999)
- The Harptones (2002)
- Haydn Quartet (2006)
- The Hilltoppers (2005)
- The Hi-Lo's (2006)
- The Hollies (2006)

### I
- The Impressions (2003)
- The Ink Spots (1999)
- The Isley Brothers (2003)

### J
- The Jackson 5 (1999)
- Jay and the Americans (2002)
- The Jordanaires (2004)
- Journey (2006)

### K
- The Kingston Trio (2000)

### L
- The Lennon Sisters (2001)
- The Lettermen (2001)
- Little Anthony & the Imperials (1999)
- The Lovin' Spoonful (2006)

### M
- The Mamas and the Papas (2000)
- Manhattan Transfer (1998)
- Martha & the Vandellas (2003)
- The Marcels (2002)
- The Marvelettes (2004)
- The McGuire Sisters (2001)
- The Mel-Tones (2005)
- The Merry Macs (2003)
- The Mills Brothers (1998)
- The Modernaires (1999)
- Moody Blues (2006)
- The Moonglows (1999)

### N
- The Neville Brothers (2005)

### O
- The Oak Ridge Boys (2001)
- The O'Jays (2004)
- The Original Drifters (1998)

### P
- The Peerless Quartet (2003)
- The Penguins (2004)
- Peter, Paul and Mary (1999)
- The Pied Pipers (2001)
- The Pointer Sisters (2005)
- The Platters (1998)

### Q
- Queen (2006)

### R
- The Rascals (2005)
- The Ravens (1998)
- The Revelers (1999)
- Righteous Brothers (2005)
- The Ronettes (2004)

### S
- The Shangri-Las (2006)
- The Shirelles (2002)
- Simon and Garfunkel (2006)
- The Skylarks (2000)
- The Skyliners (2002)
- Smokey Robinson & The Miracles (2001)
- Sons of the Pioneers (2005)
- The Spaniels (2005)
- Sonny Til and the Orioles (1998)
- The Soul Stirrers (2000)
- The Spinners (1999)
- The Stylistics (2004)
- The Supremes (1998)
- The Swan Silvertones (2002)

### T
- The Temptations (1999)
- Three Dog Night (2000)
- The Tokens (2004)
- The Tymes (2005)

### V
- The Vogues (2001)

### W
- The Weavers (2001)
- The Whispers (2003)